# Kate Bush
Kate Bush, właśc. Catherine Bush (ur. 30 lipca 1958 w Bexleyheath, Kent) – angielska piosenkarka, autorka tekstów i muzyki oraz producentka muzyczna.
Zadebiutowała w 1978 singlem „Wuthering Heights”. Od tamtej pory wydała 10 płyt: The Kick Inside (1978), Lionheart (1978), Never for Ever (1980), The Dreaming (1982), Hounds of Love (1985), The Sensual World (1989), The Red Shoes (1993), Aerial (2005), Director's Cut (2011) i 50 Words for Snow (2011). W 1993 przerwała karierę na kolejne kilka lat z uwagi na narodziny syna oraz zmęczenie nachalnością mediów.
W 2013 została odznaczona Najwspanialszym Orderem Imperium Brytyjskiego za „wybitny wkład włożony w rozwój muzyki”. W 2023 została wprowadzona do Rock and Roll Hall of Fame.

## Życiorys
Urodziła się 30 lipca 1958 w szpitalu położnym Bexley jako najmłodsze dziecko angielskiego lekarza rodzinnego Roberta Busha i jego żony, irlandzkiej pielęgniarki Hannah Daly (zm. 1992). Wychowała się na farmie w East Wickham w hrabstwie Kent. Ma dwóch starszych braci: o 12 lat fotografa i poetę Johna Cardera oraz o sześć lat kompozytora i muzyka Paddy'ego.
W dzieciństwie uczyła się gry na pianinie, fisharmonii i skrzypcach. Uczęszczała do przyklasztornej szkoły podstawowej St. Joseph’s Covent Grammar w Abbey Road. Tam zaczęła pisać wiersze, a jeden z nich (pt. „The Crucifixion”) ukazał się w gazetce szkolnej w 1970. Gdy miała 11 lat, napisała swoją pierwszą piosenkę. Latem 1975, zafascynowana spektaklem Flowers z Lindsayem Kempem w roli głównej, postanowiła związać swoją przyszłość z muzyką. Wkrótce zaczęła uczęszczać na warsztaty teatralne prowadzone przez Kempa. W 1976 wzięła udział w warsztatach z tańca u Adama Dariusa w centrum artystycznym Elephant and Castle. W tym okresie przerwała edukację, nie podchodząc do matury.
W połowie lat 70. gitarzysta David Gilmour, zafascynowany talentem młodej Bush, zafundował jej sesję nagraniową w AIR Studios (wówczas nagrała piosenki „The Man with the Child in His Eyes” „Humming” i „The Saxophone Song”), a następnie przedstawił ją osobom w wytwórni płytowej EMI. W lipcu 1976 Bush podpisała kontrakt z wytwórnią. Wiosną 1977 zaczęła grać cykliczne koncerty ze swoim zespołem KT Bush Band w pubie „Rose of Lee” w Lewisham; podczas występów prezentowała standardy lat 70. oraz autorskie piosenki, m.in. „James and the Cold Gun”, „Them Heavy People” i „The Saxophone Song”, które w kwietniu zarejestrowała podczas sesji nagraniowej. Z czasem zaczęła występować z zespołem również w innych angielskich klubach, m.in. w „Black Cat” w Catford, „Duke of Richmond” w Earl’s Court, „White Hart” w Tottenham, „Target” w Northolt, „Seven Stars” w Brighton, „Half Moon” w Putney, „Tiffany” w Harlow oraz „White Elephant” w Mayfair.
W lipcu i sierpniu 1977 odbyła sesję nagraniową na swój debiutancki album. Na pierwszy singiel z płyty wybrała piosenkę „Wuthering Heights”, którą napisała pod wpływem zauroczenia powieścią Emily Brontë Wichrowe wzgórza. Utwór stał się hitem, który utrzymywał się na pierwszym miejscu brytyjskich list przebojów przez cztery tygodnie. W lutym 1978 wydała debiutancki album pt. The Kick Inside, który przyniósł wówczas zaledwie 19-letniej piosenkarce światową sławę. W ramach promocji płyty wystąpiła jako gość muzyczny w wielu programach telewizyjnych, m.in. kilkukrotnie w Top of the Pops na BBC. Na drugi singiel z płyty wybrała utwór „The Man with the Child in His Eyes”. W czerwcu 1978 z utworem „Moving” zajęła drugie miejsce na 7. Tokijskim Festiwalu Muzycznym w Tokio. Piosenka została wydana na singlu w Japonii i cieszyła się popularnością na japońskiej liście przebojów. Bush podczas pobytu w Japonii wystąpiła w spotach reklamowych producenta zegarków Seiko. Pod koniec roku odbyła trasę promocyjną po Stanach Zjednoczonych, gdzie wystąpiła m.in. w programie Saturday Night Live. Odrzuciła ofertę występów jako support przed koncertami Fleetwood Mac w ramach trasy zespołu po USA.

Kate Bush (1978)

W lipcu i sierpniu 1978 zarejestrowała w studiu Super Bear we Francji materiał na drugi album. Płytę pt. Lionheart wydała w grudniu 1978 oraz promowała ją singlami „Hammer Horror” i „Wow”, które dość słabo radziły sobie na listach przebojów. Sam album dotarł do szóstego miejsca na liście bestsellerów. Od 2 kwietnia do 14 maja 1979 odbywała pierwsze i jedyne w swojej karierze tournée po Europie pt. „Tour of Life”, które odniosło sukces frekwencyjny i zebrało przychylne recenzje. Jak tłumaczyła w późniejszych wywiadach, nie odbywała kolejnych tras z uwagi na wyczerpujący charakter koncertów oraz większą chęć tworzenia nowego materiału niż występowania na scenie. Po zakończeniu trasy wydała EPkę koncertową pt. On Stage zawierającą zapis z występu w Hammersmith Odeon z maja 1979. W tym okresie odrzuciła propozycję nagrania tytułowej piosenki do filmu Moonraker o przygodach Jamesa Bonda. Uczestniczyła za to w sesji nagraniowej Petera Gabriela, nagrywając także partie wokalne do dwóch piosenek – „No Self Control” i „Games withour Frontiers” – z albumu Peter Gabriel (1980).
W sierpniu 1979 rozpoczęła nagrania materiału na kolejny album, który rejestrowała w Abbey Road Studios aż do połowy 1980. Podczas prac na płytą po raz pierwszy samodzielnie zajęła się produkcją piosenek (przy wsparciu Jona Kelly’ego), rezygnując tym samym ze współpracy z Andrew Powellem. Korzystała z innowacyjnego samplera Fairlight CMI. Płytę wydała 7 września 1980 i promowała go singlami: „Babooshka” i „Army Dreamers”, które stały się kolejnymi przebojami w jej dorobku. Kontrowersje wywołała innym singlem z płyty, „Breathing”, w którym podmiotem lirycznym ustanowiła płód. Album dotarł na szczyt list bestsellerów już w drugim tygodniu po premierze, czyniąc Bush pierwszą solistką w historii, która dotarła ze swoją płytą na pierwsze miejsce brytyjskiego zestawienia. Album był wysoko notowany również we Francji, Australii, Norwegii, Izraelu, Holandii i RFN.
W 1981 wystąpiła jako Zła Czarownica w jednym z odcinków serialu dla dzieci Worzel Gummidge. W lipcu 1982 zaśpiewała piosenkę „The Wedding List” podczas koncertu Prince’s Trust Rock Gala w Dominion Theatre w Londynie. We wrześniu tego samego roku wydała album pt. The Dreaming, który nagrywała w studiu Town House od lata 1981. Na płycie przedstawiała najbardziej eksperymentalne brzmienie w dotychczasowej karierze. Album promowała awangardowo-popowym singlem „Sat at Your Lap”, do którego nakręciła teledysk uchodzący za „pamiętny i najbardziej ikoniczny” w całej jej karierze. Mimo zainteresowania wideoklipem, pozostałe single poniosły porażkę na listach przebojów — „The Dreaming” dotarł do 48. miejsca w zestawieniu hitów, a „There Goes a Tenner” – do 93. miejsca. Sama płyta, choć zadebiutowała na trzecim miejscu na liście bestsellerów w Wielkiej Brytanii, poniosła klęskę komercyjną oraz zebrała chłodne recenzje od krytyków. W tym samym roku John Dixon wyemitował na antenie stacji radiowej KSTM-FM kilkadziesiąt niedokończonych piosenek Bush, które wówczas nastoletnia piosenkarka zarejestrowała w latach 1973—1976 (m.in. „Something Like a Song”, „You Were the Star”, „Sunsi”, „Cussi Cussi” i Atlantis”); za sprawą słuchaczy, który nagrali audycję, utwory później zostały wydane na pirackich płytach, a w 1997 udostępnione w Internecie.
Latem 1983 rozpoczęła prace nad materiałem na kolejną płytę, którą nagrywała od 1984 w przydomowym studiu w East Wickham oraz w Windmill Lane Studios w Dublinie. Album zapowiadała singlem „Running Up That Hill”, który cieszył się popularnością na listach przebojów. 9 września 1985 w londyńskim Planetarium urządziła huczne przyjęcie z okazji premiery albumu pt. Hounds of Love, który to przedpremierowo zaprezentowała gościom wydarzenia. Samodzielnie wyprodukowany przez Bush album trafił do sprzedaży tydzień później, 16 września 1985. Płyta odniosła sukces na całym świecie (tylko w Wielkiej Brytanii rozszedł się w nakładzie 600 tys. egzemplarzy, uzyskując certyfikat podwójnej platynowej płyty, poza tym jako pierwsza w karierze Bush dotarła na amerykańską listę sprzedaży – zajęła 30. miejsce) i zebrała pozytywne recenzje krytyków. Płytę promowała jeszcze trzema singlami, które również były notowane na brytyjskiej liście przebojów: „Cloudbusting” (dotarł do 20. miejsca), „Hounds of Love” (18. miejsce) i „The Big Sky” (37. miejsce). Rok później na rynek trafiła bestsellerowa kompilacja przebojów pt. The Whole Story (promowana teledyskiem do singla „Experiment IV”) oraz album fotograficzny pt. „Cathy” ze zdjęciami Bush w obiektywie Johna Cardera Busha; wydawnictwo zostało wznowione w 2014.
W 1985 nagrała z Peterem Gabrielem duet „Don’t Give Up”, który stał się przebojem. W 1986 i 1987 wystąpiła na kilku charytatywnych koncertach, m.in. na imprezach fundacji Comic Relief oraz gali Secret Policeman’s Third Ball. Nagrała także utwory: „Be Kind to My Mistakes” na ścieżkę dźwiękową do filmu Rozbitkowie (1987) i „This Woman’s Work” do filmu Ona będzie miała dziecko (1988). Drugą z piosenek umieściła na swoim kolejnym albumie, The Sensual World, który nagrywała od września 1987 i który wydała w 1989. Z płytą dotarła do drugiego miejsca na brytyjskiej liście sprzedaży, a za jej wysoką sprzedaż odebrała certyfikat platynowej płyty. Promowała ją także singlem „Love and Anger”. Pod koniec 1989 udała się do Nowego Jorku, gdzie wystąpiła jako gość w kilku programach MTV. W 1990 napisała utwór „Ken” do serialu The Comic Strip Presents…, w którym gościnnie pojawiła się w epizodycznej roli panny młodej.
W 1993 wydała album pt. The Red Shoes, zainspirowany filmem z lat 40. pod tym samym tytułem. Krążek dotarł do drugiego miejsca na brytyjskiej liście sprzedaży, a za wysoką sprzedaż zyskał certyfikat platynowej płyty. Album promowała notowanymi na listach przebojów singlami: „Rubberband Girl” (zajął 12. miejsce na brytyjskiej liście), „Moments of Pleasure” (26. miejsce), „The Red Shoes” (21. miejsce) i „And So Is Love” (26. miejsce). Płytę promowała także krótkometrażowym filmem muzycznym pt. The Line, the Cross & the Curve, który sama wyreżyserowała, i w którym zagrała główną rolę. Po premierze określiła film „stekiem bzdur”. Za obraz otrzymała nominację do nagrody Grammy za najlepszy długi teledysk. Niedługo po premierze płyty i filmu odsunęła się z życia publicznego na prawie 12 lat, rozczarowana ukazywaniem jej w mediach jako „zdziwaczałą samotniczkę” i nachalnością dziennikarzy dopytujących ją o jej życie osobiste, ale także z uwagi na narodziny syna i chęć skupienia się na życiu rodzinnym.
W październiku 2001 powróciła do aktywności medialnych udziałem na gali rozdania nagród od magazynu „Q”, na której odebrała statuetkę dla autora klasycznych piosenek, a tydzień wcześniej udzieliła redakcji czasopisma pierwszego wywiadu od 1994. W 2002 zaśpiewała z Davida Gilmoura utwór „Comfortably Numb” z repertaru zespołu Pink Floyd podczas Royal Festival Hall w Londynie. W tym samym roku zaczęła intensywniej pracować nad materiałem na nową płytę, którą nagrywała swoim domowym studiu w Berkshire. 7 października 2005 wydała album pt. Aerial, który składał się z dwóch płyt: A Sea of Honey i A Sky of Honey. Za album zebrała przychylne recenzje krytyków i zadebiutowała z nim na trzecim miejscu na brytyjskiej liście sprzedaży. Płytę promowała singlem „King of the Mountain”, z którym dotarła do czwartego miejsca na liście przebojów.
16 maja 2011 nakładem własnej wytwórni Fish People wydała album pt. Director's Cut, na którym umieściła nowe wersje wybranych piosenek z albumów The Sensual World i The Red Shoes. Album promowała nową wersją utworu „Deeper Understanding”, do której nakręciła teledysk z gościnnym udziałem Robbie’ego Coltrane’a. 13 listopada 2011 na stronie npr.org udostępniła przedpremierowo album pt. 50 Words for Snow, utrzymany w klimacie zimowych ballad i zawierający w pełni premierowy materiał. Płytę udostępniła do sprzedaży osiem dni później, 21 listopada 2011, i promowała ją singlem „Wild Man”. Na albumie umieściła również m.in. duet „Snowed in at a Wheeler Street” z Eltonem Johnem.

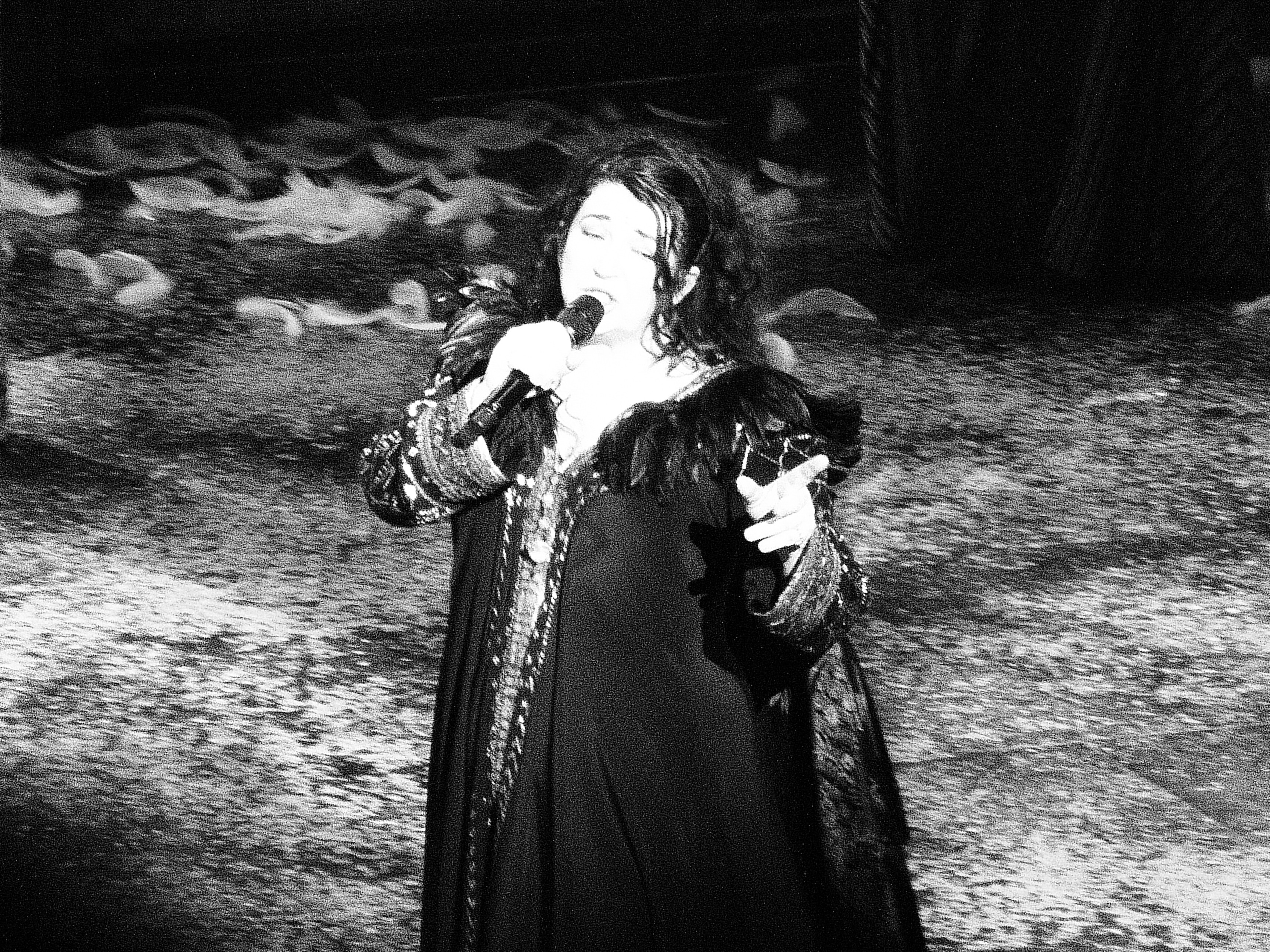
Kate Bush w Hammersmith Odeon (2014)

W 2013 została odznaczona przez królową Elżbietę II Najwspanialszym Orderem Imperium Brytyjskiego za „wybitny wkład włożony w rozwój muzyki”. Od sierpnia do października 2014 w Hammersmith Apollo w Londynie Bush dała cykl 22 koncertów pod hasłem „Before the Dawn”. Trasą powróciła do występowania na żywo po 35 latach przerwy, w związku z czym koncerty cieszyły się dużym zainteresowaniem – bilety wyprzedały się w 15 minut. Po zakończeniu trasy wydała album koncertowy, również zatytułowany Before the Dawn. W 2016 na rynek trafił album fotograficzny pt. „The Kate Inside” ze zdjęciami Bush autorstwa Guido Harariego.
W drugiej połowie 2018 wydała zremasterowane wersje wszystkich swoich albumów oraz opublikowała zbiór tekstów piosenek w tomie poetyckim pt. „How to Be Invisible”. W 2022 jej utwór „Running Up That Hill” z 1985 znalazł się na ścieżce dźwiękowej czwartego sezonu serialu Netfliksa Stranger Things, po którego premierze odnotował ogromny wzrost popularności i m.in. dotarł do pierwszego miejsca na brytyjskiej i światowej liście przebojów, był także wysoko notowany w Australii, Belgii, Irlandii, Litwie, Luksemburgu, Nowej Zelandii, Szwajcarii, Szwecji i USA. Piosenką wówczas ustanowiła trzy rekordy Guinnessa: najdłuższy okres, jaki zajęło piosence dotarcie na szczyt listy (37 lat), najdłuższa przerwa między kolejnymi pierwszymi miejscami na brytyjskich listach (44 lata) oraz najstarsza artystka na pierwszym miejscu (w wieku 63 lat). W 2023 została wprowadzona do Rock and Roll Hall of Fame.

## Charakterystyka muzyczna i inspiracje
Muzyka Bush jest określana jako alternatywny pop, baroque pop i art rock. Jej utwory słyną z rozbudowanych linii melodycznych, bogatej harmonii i skomplikowanych partii wokalnych. Artystka często szuka inspiracji w utworach literackich i filmowych oraz w muzyce etnicznej. Krytycy określają jej muzykę jako trudną i przeznaczoną raczej dla koneserów, niż dla masowej publiczności.
Bush w młodości była zafascynowana muzyką A.L. Lloyda, Davida Bowiego i Eltona Johna, którego album Madman Across the Water (1971) uznaje za swoją ulubioną płytę oraz krążek mający znaczny wpływ na jej styl gry na pianinie. Inspirował ją również aktor i mim Lindsay Kemp.
Podczas nagrywania albumu pt. Never for Ever zaczęła korzystać z innowacyjnego samplera. Znana jest z obsesyjnego poprawiania nagranych wcześniej utworów, dlatego przerwy pomiędzy wydaniem kolejnych płyt często się wydłużają.

## Wpływ na popkulturę
Muzykę Bush jako inspirację wymieniają m.in. Tori Amos, Björk, Coldplay, Goldfrapp, Mylène Farmer, Lily Allen i Kate Nash oraz duet Outkast i Solange Knowles. Brytyjski premier Boris Johnson w wywiadzie dla czasopisma „Grazia” z 2020 wymienił Bush jako „jedną z kobiet, które wpłynęły na jego życie”.
Swoje wersje piosenek Bush nagrało bądź wykonywało na żywo wielu wykonawców, m.in. Julie Covington („The Kick Inside”), Pat Benatar („Wuthering Heights”), zespół The Futureheads i Ezra Furman („Hounds of Love”), Luke Sital-Singh, Maxwell i Sam Ryder („This Woman’s Work”), Dusty Springfield, Natalie Cole, Pat Kane i Tina Arena („The Man with the Child in His Eyes”), Solange Knowles oraz zespoły The Staves i Sergeant Thunderhoof („Cloudbusting”), Nada Surf („Love and Anger”), Scroobius Pip („Feel It”), Tracey Thorn („Under the Ivy”), The Waterboys („Why Should I Love You?”), Jane Birkin („Mother Stands for Comfort”), Anne Sofie von Otter i Brooklyn Rider („Pi”), Tori Amos („And Dream of Sheep”), a także Placebo, Chromatics, Meg Myers, The Wombats, Faith and the Muse, Car Seat Headrest, Tiffany Darwish, Wye Oak, First Aid Kit, Blue Pearl i Halsey („Running Up That Hill”).
Jej piosenka „Cloudbusting” została wykorzystana w ścieżce dźwiękowej amerykańskiej komedii Palm Springs (2020), a utwór „Running Up That Hill” – w czwartym sezonie serialu Netfliksa Stranger Things (2022), dzięki jego popularności Kate Bush pobiła aż trzy rekordy Guinnessa:
1. Bush stała się najstarszą artystką (63 l.), która osiągnęła szczyt listy przebojów w Wielkiej Brytanii,
2. Running... znalazł się na UK Singles Chart w najdłuższym czasie od premiery: po 36 latach i 310 dniach,
3. Bush zdobyła szczyt listy w najdłuższym czasie od poprzedniego numeru 1: po 44 latach[105].

W maju 1992 duet rave’owy Utah Saints wypuścił singiel „Something Good” z samplem piosenki „Cloudbusting”; numer dotarł do czwartego miejsca na liście przebojów w Wielkiej Brytanii i do siódmego na liście Hot Dance Club Play w USA.
W 2013 grupa artystyczna Shambush zorganizowała wydarzenie pt. „The Ultimate Kate Bush Experience” podczas festiwalu Brigton Frindge w Stanmer Park w Brighton; uczestnicy imprezy tańczyli w czerwonych ubraniach, odwzorowując zachowanie Bush w teledysku do piosenki „Wuthering Heights”. Wydarzenie przybrało charakter cykliczny i w kolejnych latach odbyło się jeszcze wielokrotnie (pod hasłem „The Most Wuthering Heights Day Ever”) w kilkunastu innych miastach na świecie, m.in. w Amsterdamie, Atlancie, Berlinie, Kopenhadze, Melbourne, Montrealu i Tel Awiwie.

## Życie prywatne
Przez blisko 15 latach była związana z basistą Delem Palmerem, z którym rozstała się na początku lat 90. Następnie związała się z gitarzystą Dannym McIntoshem, z którym ma syna, Alberta (ur. 1998).
Udziela się charytatywnie i społecznie, m.in. wspiera działania organizacji Amnesty International i War Child. Unika wypowiadania się na tematy polityczne, choć w oświadczeniu prasowym wydanym w 2019 oznajmiła, że nie jest toryską.
Jest wegetarianką.

## Dyskografia
Albumy studyjne
- 1978: The Kick Inside
- 1978: Lionheart
- 1980: Never for Ever
- 1982: The Dreaming
- 1985: Hounds of Love
- 1989: The Sensual World
- 1993: The Red Shoes
- 2005: Aerial
- 2011: Director's Cut
- 2011: 50 Words for Snow